# كولين كاميرون (متسابق بياثل)
كولين كاميرون هو متزحلق كندي، ولد في 31 مارس 1988 في باري في كندا.

## روابط خارجية
- كولين كاميرون على موقع Paralympic.org (الإنجليزية)
- كولين كاميرون على موقع IPC.InfostradaSports.com (مؤرشف) (الإنجليزية)
- كولين كاميرون على موقع اللجنة البارالمبية الكندية (الإنجليزية)